# Sultanat de Mohéli
El sultanat de Mohéli (Mwali) fou un estat musulmà de les Comores situat a l'illa de Mohéli.
Les notícies dels europeus indiquen que el 1602 hi havia un sobirà independent a Mohéli que tenia grans coneixements de navegació i cartogràfics i dominava la llengua portuguesa. El 1614 la reina d'Anjoan va delegar el poder a Mohéli en els seus dos fills i el port principal estava sota autoritat del governador de Fomboni; aquest mateix any el "fani" de Matsamudu es va proclamar sultà a Anjoan dominant el nord de l'illa i va acabar enderrocant a la vella reina. El 1626 dos pretendents al sultanat de Mohéli estaven enfrontats: un era descendent del fani de Matsamudu i un altre un àrab, i els dos s'havien casat amb filles del darrer sultà.
El 1830 el sultanat de Moheli va quedar separat de fet del sultanat de Ndzuwani (Anjouan) del que depenia, quan va quedar en poder del malgaix Ramanateka i el 1833 es va estendre a Mayotte (Maore), però el 1835 aquesta illa va passar a Anjoan (i el 1836 va esdevenir independent sota un sultà malgaix fins al 1841 quan va ser venuda a França)
França va establir el protectorat el 26 d'abril de 1886. El 1899 la sultana va rebre una compensació a canvi de no reclamar el tron; el sultanat fou definitivament suprimit el 1909